# Ukrajinská válka za nezávislost

Znak Ukrajinské lidové republiky

Ukrajinská válka za nezávislost byla série konfliktů, jejichž jádrem byly snahy Ukrajinců založit nezávislý ukrajinský stát poté, co se v únorové revoluci (březen 1917) zhroutila Ruská říše, jíž byla většina Ukrajiny součástí od dělení Polska či již od neúspěšného Chmelnického povstání. Válka za nezávislost trvala od února 1917 do listopadu 1921. Během té doby bylo vyhlášeno několik ukrajinských států, z nich největšího mezinárodního uznání se dostalo Ukrajinské lidové republice. Většina jejího území ovšem byla nakonec ovládnuta bolševiky a začleněna do Sovětského svazu jako Ukrajinská sovětská socialistická republika, která pak existovala v letech 1922-1991. Druhý významný státní útvar, Západoukrajinskou lidovou republiku, dobyli Poláci a její území bylo většinově začleněno do druhé Polské republiky. Malou část západní Ukrajiny získalo Československo (Podkarpatská Rus) a Rumunsko. Do bojů se krom ukrajinských nacionalistů, Poláků a bolševiků ovšem zapojila i řada jiných skupin. Patřili k nim bělogvardějci, ukrajinští anarchisté, vojenské síly Německé říše, Rakouska-Uherska, Rumunska a Francie. Protože do konfliktu zasahovala řada aktérů s různými zájmy, někdy bývá tato událost vnímána v jiných kontextech, například jako aspekt ruské občanské války probíhající v letech 1917–1922, nebo jako součást finálního dění na východní frontě první světové války. Ukrajinská válka za nezávislost je umělecky zobrazena například v románu Michaila Bulgakova Bílá garda.

## Průběh

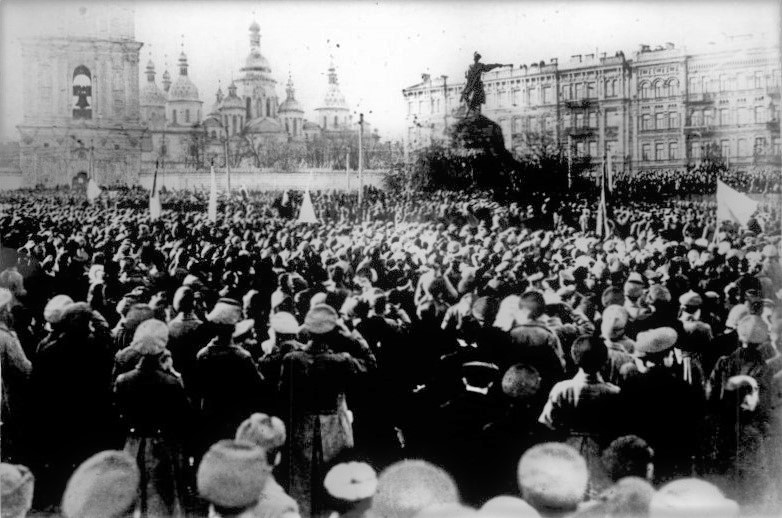
Demonstrace na podporu Ústřední rady v Kyjevě roku 1917

Do první světové války byla Ukrajina zatažena státy, které ovládaly ukrajinské území. Západ dnešní Ukrajiny z velké části patřil Rakousko-Uhersku, řada jihozápadních oblastí Rumunsku. Obě tyto země patřily k tzv. ústředním mocnostem. Ruská říše, která ovládala většinu ukrajinského území, stála proti těmto mocnostem jako součást Trojdohody. Začátkem roku 1917, po Brusilovově ofenzívě carské ruské armády – strategicky úspěšné, ale nákladné, pokud jde o lidské ztráty – carské síly získaly zpět Volyň a východní Halič.

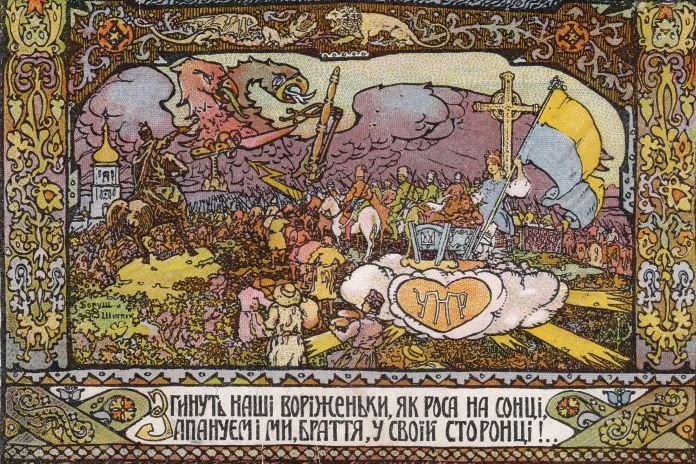
Propagandistický plakát Ukrajinské lidové republiky

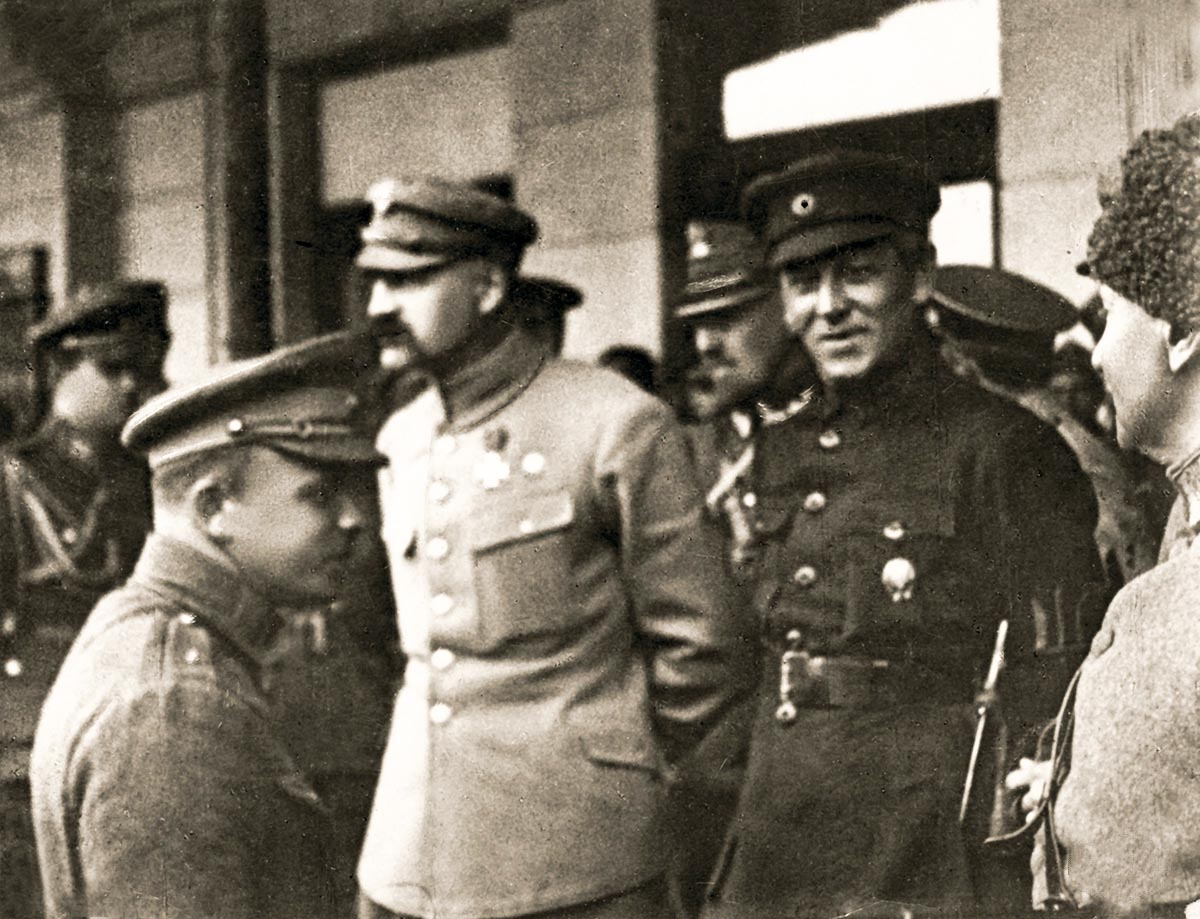
Setkání Piłsudského s Petljurou v Kyjevě roku 1920

Únorová revoluce v roce 1917, jež svrhla v Rusku carství a vedla ke vzniku Ruské republiky, povzbudila mnoho etnických skupin na území bývalého carství k požadavku větší autonomie a různých stupňů sebeurčení. Měsíc po revoluci byla v Kyjevě vyhlášena Ukrajinská lidová republika jako autonomní entita s úzkými vazbami na ruskou prozatímní vládu. Byla řízená socialisty ovládanou Ústřední radou. Prozatímní vláda v Petrohradě pokračovala v loajalitě vůči Trojdohodě a ve stále nepopulárnější válce. V létě 1917 zahájila Kerenského ofenzívu. Ta se pro ruskou armádu stala úplnou katastrofou. Německý protiútok způsobil, že Rusko ztratilo všechny své zisky z roku 1916. Rusko neúspěchem zničilo morálku své armády, což způsobilo téměř úplný rozklad ozbrojených sil a vládního aparátu mladé Ruské republiky.
Mnoho dezertujících vojáků a důstojníků – zejména etnických Ukrajinců – ztratilo víru v budoucnost v rámci Ruska a stále více se upínalo k Ústřední radě. Anarchista Nestor Machno zahájil v té době svou revoluci na jihu Ukrajiny, zatímco na východě v průmyslové Doněcké pánvi docházelo k častým stávkám odborů infiltrovaných bolševiky.
Rozklad Ruské republiky vedl k bolševické říjnové revoluci v Petrohradě, která se rychle rozšířila po celé zemi. V listopadu 1917 byly poraženy síly Ruské republiky i v Kyjevě, kde však moc převzala Ústřední rada. Bolševici koncem prosince 1917 zřídili ve východním městě Charkov konkurenční republiku, zpočátku matoucím způsobem rovněž nazývanou „Ukrajinská lidová republika“. Ta se postavila proti vládě Ústřední rady v Kyjevě. Rada reagovala tím, že 22. ledna 1918 vyhlásila plnou ukrajinskou nezávislost a přerušila jakékoli styky s Ruskem. Stejně jako v případě pobaltských zemí nebyla nezávislost Ukrajinské lidové republiky novou sovětskou vládou Ruska uznána.

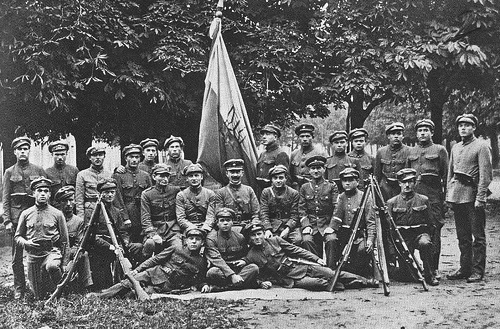
Příslušníci Ukrajinské haličské armády

Rada měla k dispozici omezené ozbrojené síly a byla pod značným tlakem charkovské vlády, která dostávala muže, zbraně i zdroje ze sovětského Ruska. Bolševici a jejich Rudé gardy v lednu 1918 obsadili Poltavu, Aleksandrovsk (nyní Záporoží) a Jekatěrinoslav (nyní Dnipro). Na východní Ukrajině místní bolševici také vytvořili Oděskou a Doněcko-Krivorožskou sovětskou republiku. Na jihu Nestor Machno vytvořil kvazistát zvaný "Svobodné území" nebo též Machnovščyna. Poté spojil své síly s bolševiky. Rudé gardy vstoupily do Kyjeva 9. února 1918. To donutilo Ústřední radu k evakuaci do Žytomyru. Mezitím Rumuni obsadili Besarábii. Většina zbývajících jednotek ruské armády se buď spojila s ruskými nebo ukrajinskými bolševiky. Výjimkou byl plukovník Michail Drozdovskij, který se přidal k Bílé dobrovolnické armádě (bělogvardějcům), přičemž protáhl Ukrajinou a na jihu porazil Machnovy síly, neboli Ukrajinskou revoluční povstaleckou armádu.

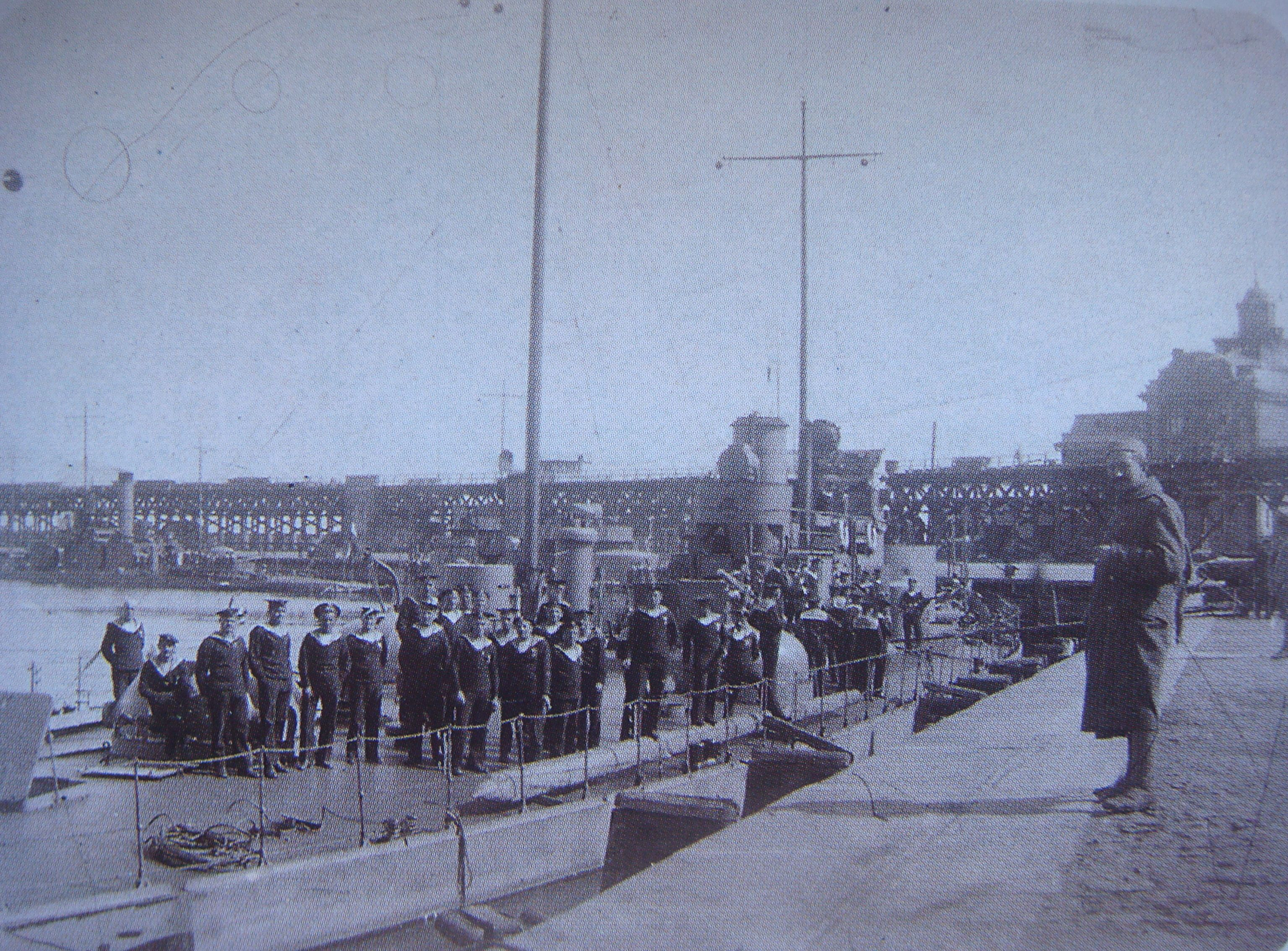
Rakousko-uherští námořníci v oděském přístavu

Tváří v tvář hrozící porážce se Rada obrátila na své dosavadní protivníky – ústřední mocnosti – s žádostí o příměří a spojenectví. Německo přijalo (ve smlouvě podepsané 9. února 1918) výměnou za zoufale potřebné dodávky potravin, které Ukrajinská lidová republika Němcům mohla poskytnout. Císařská německá a rakousko-uherská armáda pak bolševiky vyhnaly z Ukrajiny a 1. března dobyly Kyjev. O dva dny později bolševici podepsali Brestlitevskou smlouvu, která formálně ukončila nepřátelství na východní frontě 1. světové války. Němci ale z Ukrajiny neodešli. Jimi podporovaná Ukrajinská lidová republika a její Ukrajinská lidová armáda v dubnu 1918 převzala kontrolu nad Doněckou pánví. Ve stejné době byl vyčištěn od bolševických sil Krym, ve spolupráci s císařskou německou armádou. 13. března 1918 ukrajinské jednotky a rakousko-uherská armáda obsadily Oděsu. 5. dubna 1918 německá armáda ovládla Jekatěrinoslav a o tři dny později Charkov. V dubnu 1918 byly všechny bolševické územní zisky na Ukrajině ztraceny.
Přesto nepokoje pokračovaly po celé východní Ukrajině, kde se místní bolševici, rolnické sebeobranné skupiny známé jako „zelené armády“ a anarchistická Revoluční povstalecká armáda Ukrajiny odmítly podřídit Německu. Bývalý carský generál Pavlo Skoropadskyj provedl 29. dubna úspěšný převrat, podporovaný Německem. Svrhl Ústřední radu a vyhlásil konzervativní Ukrajinský stát (také známý jako Hetmanát), se sebou jako monarchou (hejtmanem) v čele. Zrušil řadu socialistických programů bývalé vlády. Nová Skoropadského vláda měla úzké vazby na Berlín, ale nikdy nevyhlásila válku žádné z mocností Trojdohody. Učinila z Ukrajiny bezpečné útočiště pro mnoho lidí z vyšší a střední třídy prchajících z bolševického Ruska a naverbovala mnoha bývalých vojáků a důstojníků ruské armády.
Navzdory sporadickému napadaní ze strany Machna se území hetmanátu těšilo relativnímu klidu až do listopadu 1918. Tehdy byly centrální mocnosti poraženy na západní frontě a Německo se zcela stáhlo z Ukrajiny. Skoropadskij opustil Kyjev spolu s Němci a hejtmanství bylo svrženo socialisty. Byla obnovena Ukrajinská lidová republika, moci se v ní chopilo Direktorium, se Symonem Petljurou v čele.

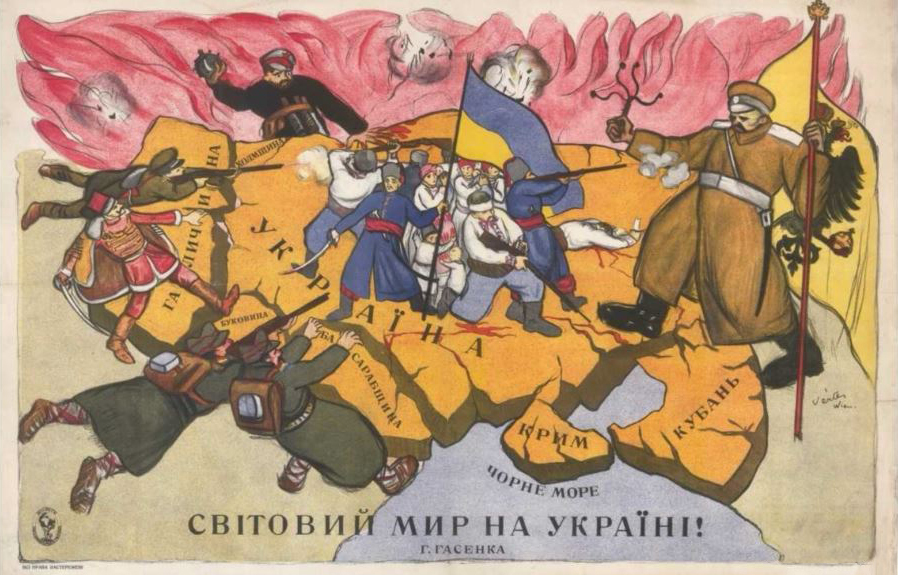
Plakát Світовий мир на Україні! (Světový mír na Ukrajině) z roku 1919

Téměř okamžitě po porážce Německa Leninova ruská bolševická vláda anulovala Brestlitevskou smlouvu a napadla Ukrajinu a další země východní Evropy, které vznikly pod německou ochranou. Souběžně s tím kolaps ústředních mocností zasáhl bývalou rakouskou provincii Halič, která byla osídlena Ukrajinci a Poláky. Ukrajinci vyhlásili ve východní Haliči Západoukrajinskou lidovou republiku, která se chtěla spojit s Ukrajinskou lidovou republikou. Poláci z východní Haliče – kteří byli soustředěni hlavně ve Lvově – však chtěli být součástí druhé polské republiky. Obě strany se vůči sobě stávaly stále více nepřátelskými. 22. ledna 1919 Západoukrajinská lidová republika a Ukrajinská lidová republika podepsaly v Kyjevě Smlouvu o sjednocení (Akt zluky). V říjnu 1919 byla západoukrajinská armáda poražena polskými silami (viz též polsko-ukrajinská válka) a Halič byla připojena k Polsku. Pařížská mírová konference v roce 1919 přiřkla Halič Polsku na 25 let.

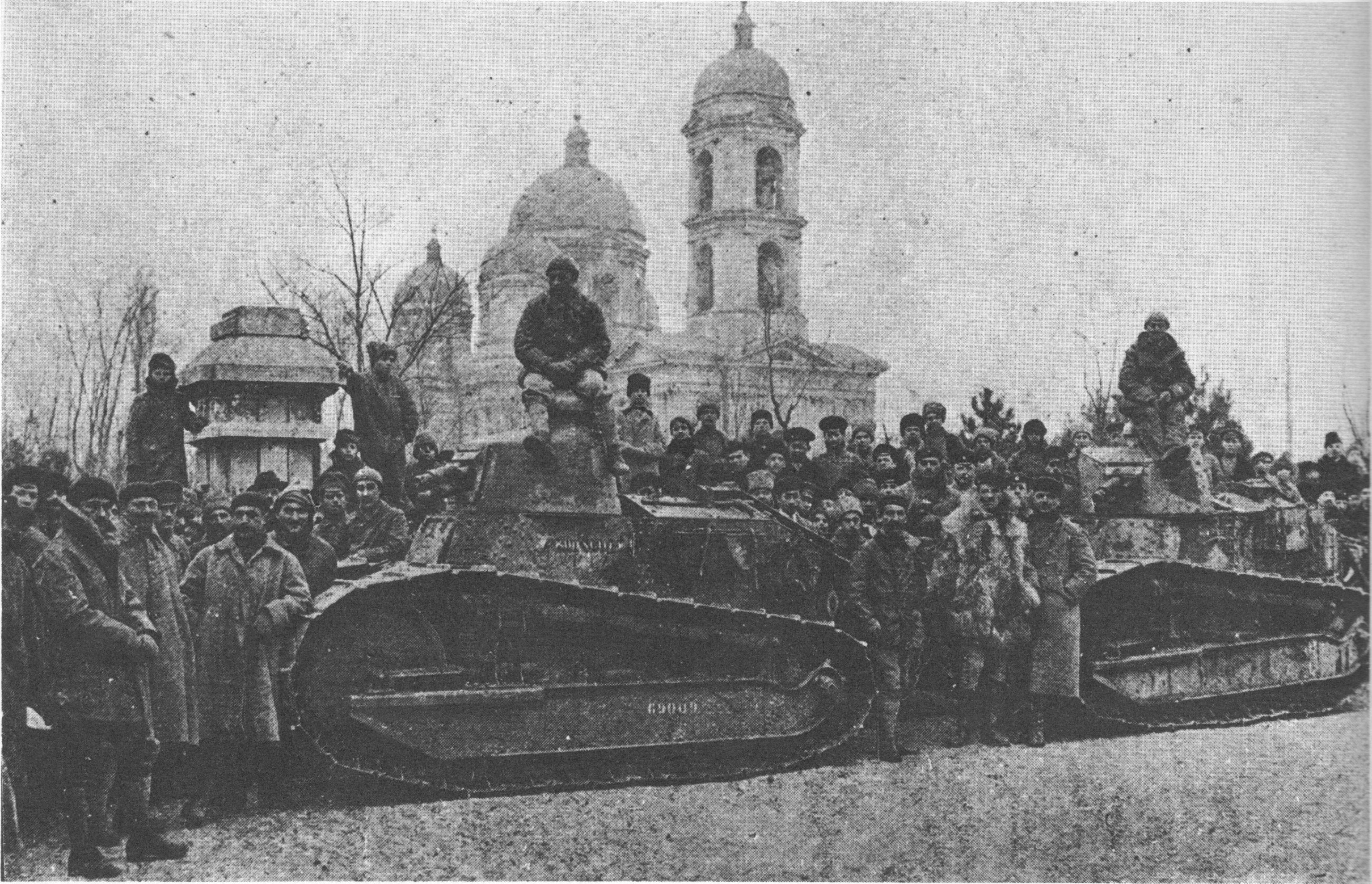
Francouzské tanky a vojáci v Oděse

Porážka Německa otevřela Černé moře dohodovým spojencům. V polovině prosince 1918 se některé smíšené síly pod francouzským velením vylodily u Oděsy a Sevastopolu a o měsíc později u Chersonu a Nikolajeva. Příčiny a účel francouzské intervence nebyly zcela jasné. Patrně šlo o snahu pomoci protibolševickým silám. Francouzští vojenští vůdci však rychle ztratili iluze a byli znechuceni z vnitřních sporů uvnitř protibolševického tábora. Zvláště kritizovali Bílou ruskou dobrovolnickou armádu za její aroganci vůči místnímu obyvatelstvu. Silné proticizinecké pocity mezi Ukrajinci přesvědčily francouzské důstojníky, že intervence v tomto nepřátelském ovzduší je odsouzena k nezdaru. Když navíc francouzská vláda nedokázala dodat dostatek vybavení a pracovních sil, francouzští důstojníci poradili vládě v Paříži, aby se z Oděsy a Krymu stáhla.
Nová, rychlá bolševická ofenzíva zasáhla většinu východní a střední Ukrajiny počátkem roku 1919. Kyjev 5. února opět připadl Rudé armádě. Sovětská ukrajinská vláda, dosud v exilu, přijela do Kyjeva 15. března a vyhlásila Ukrajinskou sovětskou socialistickou republiku. Vláda Ukrajinské lidové republiky udržela jen úzký pás země podél polských hranic, s hlavním městem nejprve ve Vinnycji, pak v Proskurově (nyní Chmelnyckyj), pak Kamenci Podolském a nakonec v Rovně. Ukrajinská republika byla na čas zachráněna, když se bolševická vojska musela přeskupit proti obnovené bělogvardějské ofenzívě v jižním Rusku a na Uralu, která ohrožovala samotnou existenci bolševismu. Během jara a léta 1919 bílá armáda Antona Děnikina obsadila celou střední a východní Ukrajinu a dosáhla významných zisků i na dalších frontách. V zimě se však vývoj obrátil a v roce 1920 byla celá východní a střední Ukrajina kromě Krymu opět v rukou bolševiků. Bolševici také zradili a porazili Nestora Machna, svého bývalého spojence.
Ukrajinská lidová republika, opět čelící bezprostřední hrozbě úplné porážky, se obrátila na svého bývalého protivníka, Polsko. V dubnu 1920 Józef Piłsudski a Symon Petljura podepsali ve Varšavě vojenskou dohodu o boji proti bolševikům. Stejně jako dřívější spojenectví s Německem, i tento krok částečně ukrajoval část z ukrajinské suverenity: Petljura uznal polskou anexi Haliče a souhlasil s rolí Ukrajiny v Piłsudského snu o federaci pod vedením Polska ve střední a východní Evropě.

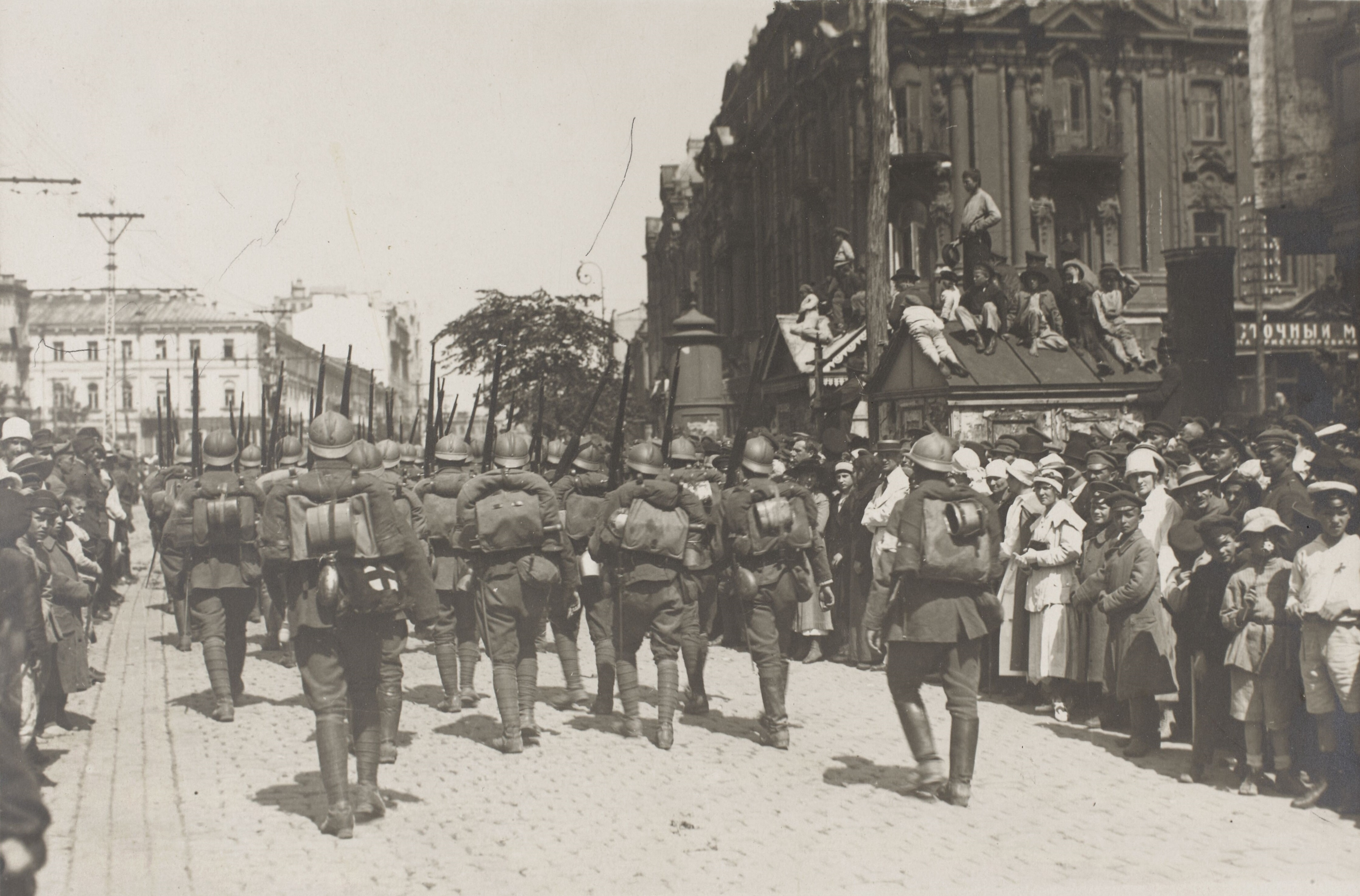
Polští vojáci v kyjevských ulicích, 7. května 1920

Ihned po podpisu aliance se polské síly připojily k ukrajinské armádě a zahájily kyjevskou ofenzívu. Dobyly střední a jižní Ukrajinu. Kyjev dobyly 7. května 1920. Polsko-ukrajinská kampaň však byla Pyrrhovým vítězstvím: koncem května uskutečnila Rudá armáda vedená Michailem Tuchačevským velkou protiofenzívu jižně od Žitomyru, která vytlačila polskou armádu téměř úplně z ukrajinského území. Ukrajinci a Poláci udrželi jen Lvov a okolí. V dalším zvratu byla v srpnu 1920 Rudá armáda poražena u Varšavy a nucena ustoupit. Bílé síly, nyní pod velením generála Pjotra Nikolajeviče Wrangela, využily situace a zahájily novou ofenzívu na jihu Ukrajiny. To donutilo bolševiky k hledání kompromisu s Polskem.

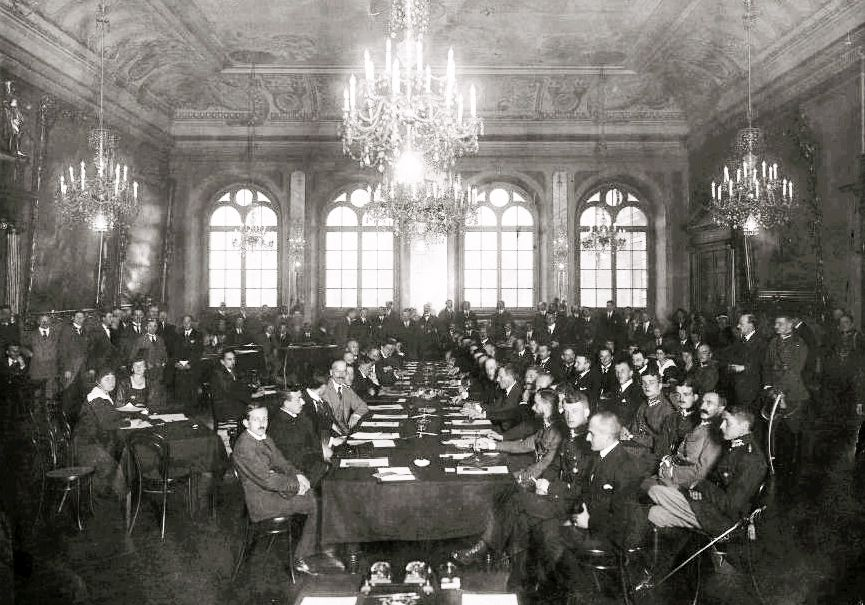
Mírová jednání mezi sovětskou a polskou delegací v Rize, 22. září 1920

Brzy po bitvě u Varšavy bolševici zažádali Poláky o mír. Poláci, vyčerpaní a pod tlakem západních vlád, byli ochotni vyjednávat. Sověti učinili dvě nabídky: jednu 21. září a druhou 28. září. Polská delegace učinila protinabídku 2. října. 5. října Sověti nabídli dodatky k polské nabídce, které Polsko přijalo. Předběžná mírová smlouva a podmínky příměří mezi Polskem na straně jedné a sovětskou Ukrajinou a sovětským Ruskem na straně druhé byly podepsány 12. října. Příměří vstoupilo v platnost 18. října. Následovala dlouhá jednání o konečné mírové smlouvě.
Mezitím opuštěné Petljurovy ukrajinské síly, které nyní čítaly 23 000 vojáků a ovládaly území na východ od Polska, plánovaly ofenzívu na východ na 11. listopadu. Ale 10. listopadu byly napadeny bolševiky. 21. listopadu, po několika bitvách, byly zahnány na území kontrolované Polskem.
18. března 1921 Polsko podepsalo konečnou mírovou smlouvu se sovětským Ruskem a sovětskou Ukrajinou v lotyšské Rize. Tím fakticky skončily alianční závazky Polska a Petljurovy Ukrajinské lidové republiky. Podle této smlouvy bolševici uznali polskou kontrolu nad Haličí a západní Volyní (dnes západní Ukrajina), zatímco Polsko uznalo centrální, východní a jižní část ukrajinského území jako sovětské.

## Dozvuky a dopady
Po zajištění míru na polsko-ukrajinské frontě se bolševici okamžitě přesunuli, aby rozdrtili zbytky Bílého hnutí. Po závěrečné ofenzivě na Perekopské šíji Rudá armáda obsadila Krym. Wrangel evakuoval dobrovolnickou armádu do Konstantinopole v listopadu 1920.
Po své vojenské i politické porážce si Direktorium nadále udržovalo kontrolu nad některými vojenskými silami. V říjnu 1921 zahájily sérii partyzánských nájezdů na střední Ukrajinu, některé partyzánské jednotky působily až v Kyjevské oblasti. 4. listopadu partyzáni dobyli Korosteň a zmocnili se vojenských zásob. Ale 17. listopadu 1921 byli obklíčeni bolševickou jízdou a zničeni.
Kromě akcí Direktoria se objevily i jiné pokusy o zvrácení výsledků neúspěšné ukrajinské války za nezávislost. Například v současné Čerkaské oblasti (tehdy v Kyjevské gubernii) Vasyl Čučupak vedl „Republiku Cholodnyj Jar“, která usilovala o ukrajinskou nezávislost. Trvala od roku 1919 do roku 1922, čímž se stala posledním územím drženým ozbrojenými zastánci nezávislého ukrajinského státu.
V roce 1922 komunisté vyhlásili Svaz sovětských socialistických republik (SSSR) jako federaci Ruska, Ukrajiny, Běloruska a Zakavkazska. Ukrajinská sovětská vláda se stala téměř bezmocnou vůči centralizovanému monolitnímu aparátu komunistické strany se sídlem v Moskvě. Ve 20. letech těžili ukrajinští národně orientovaní komunisté z oficiálně podporovaného programu korenizacije (nativizace) a ukrajinizace, čímž posílili alespoň roli ukrajinského jazyka a literatury. V roce 1928 však Josif Stalin upevnil svou moc. V národně orientovaných politicích v jednotlivých republikách Sovětského svazu viděl nebezpečné mocenské konkurenty. Tak začala kampaň proti "buržoazním nacionalistům", která ve 30. letech 20. století vyvrcholila brutálními čistkami. Jedním z důsledků byl podle mnoha komentátorů i ukrajinský holodomor, který si vyžádal několik milionů životů - byť měl i jiné příčiny (hlad jako nástroj genocidy rolníků odmítajících kolektivizaci).
Polsky ovládaná část Ukrajiny měla jiný osud: Ukrajinci zde získali mírnou autonomii. Její formálnost a vratkost však vyvolávaly nespokojenost, čehož výsledkem byl vznik Organizace ukrajinských nacionalistů, jež sahala v Polsku i k teroristickým činům.
Politický status Ukrajiny zůstal nezměněn až do paktu Molotov-Ribbentrop, který uzavřel Sovětský svaz s nacistickým Německem v srpnu 1939. Na jeho základě Rudá armáda napadla Polsko a začlenila Volyň a Halič do ukrajinské SSR. V červnu 1941 Německo a jeho spojenci napadli Sovětský svaz a během prvního roku konfliktu zcela dobyli Ukrajinu. Po sovětském vítězství na východní frontě druhé světové války, k němuž velkou měrou přispěli i Ukrajinci, byla Podkarpatská Rus (součástí Maďarska před rokem 1919, Československa v letech 1919–1939, Maďarska v letech 1939–1944 a znovu Československa v letech 1944 až 1945) začleněna do Ukrajinské SSR, stejně jako části meziválečného Polska.